# Сарай (Ван)
Сарай (тур. Saray) — город и район в провинции Ван (Турция).

## История
Район был образован в 1869 году под названием «Махмудие». В 1948 году он был включён в состав района Озалп. В 1990 году район был воссоздан уже под современным названием.